# Deborah Fahy Bryceson
Deborah Fahy Bryceson é uma acadêmica americana que atualmente ocupa cargos nos respectivos centros de estudos africanos da Universidade de Edimburgo e da Universidade de Uppsala. Ela foi pioneira na pesquisa sobre mudança setorial na África, olhando principalmente para 'famílias transnacionais' e cunhando o termo 'desagrarianização'. Ela publicou 16 livros e mais de 130 artigos de periódicos e capítulos de livros, especializando-se em subsistência, urbanização do trabalho e estudos agrários.

## Infância e educação
Nascida nos Estados Unidos, Bryceson mudou-se para a Tanzânia em 1971, onde obteve o bacharelado e o mestrado em Geografia na Universidade de Dar es Salaam. Ela obteve um DPhil (Sociologia) na Universidade de Oxford em insegurança alimentar africana.

## Carreira acadêmica
Bryceson foi Pesquisadora Sênior no Centro de Estudos Africanos entre 1992 e 2005, que mantém um pequeno arquivo de documentos obtidos durante sua pesquisa para sua primeira publicação, Insegurança Alimentar e a Divisão Social do Trabalho na Tanzânia.
Após sua saída do African Studies Centre, Bryceson assumiu os cargos de Senior Lecturer e Reader nas Universidades de Birmingham (2003–2004), Glasgow (2009–2013), respectivamente. Bryceson também consultou várias agências internacionais, incluindo a OIT, o Banco Mundial, o Ministério das Relações Exteriores da Holanda e o então Departamento de Desenvolvimento Internacional do Reino Unido (agora o Escritório de Relações Exteriores, Commonwealth e Desenvolvimento ).
Os principais tópicos de estudo de Deborah Bryceson concentram-se na transformação da vida social e econômica na África Subsaariana. As contribuições de Bryceson para o campo são encontradas em toda a gama de suas publicações – sendo sua mais notável a definição dos conceitos de 'desagrarianização' e 'famílias transnacionais'.

## Publicações
- Bryceson, Deborah Insegurança Alimentar e a Divisão Social do Trabalho na Tanzânia, 1919–1985. 1990. Londres: Macmillan
- Bryceson, Deborah Liberalizando o Comércio de Alimentos da Tanzânia: Faces Públicas e Privadas da Política de Marketing Urbano 1939–1988. 1993. Londres: James Currey Publishers
- Bryceson, Deborah et al. Mulheres empunhando a enxada: lições da África rural para teoria feminista e prática de desenvolvimento. (ed.) 1995. Oxford: Berg Publishers
- Bryceson, Deborah & Jamal, Vali Farewell to Farms: De-agraianization and Employment in Africa (ed.) 1997. Aldershot: Ashgate
- Bryceson, Deborah, Kay, Cristobal & Mooij, Jos Camponeses desaparecidos? Trabalho Rural na África, Ásia e América Latina (ed.) 2000. Londres: Publicações de Tecnologia Intermediária
- Bryceson, Deborah Alcohol in Africa: Mixing Business, Pleasure and Politics (ed.) 2002. Portsmouth, NH: Heinemann
- Bryceson, Deborah & Banks, Leslie Livelihood, Linkages and Policy Paradoxes (ed.) 2001. Edição especial do Journal of Contemporary African Studies 19(1)
- Bryceson, Deborah & Vuorela, Ulla The Transnational Family: New European Frontiers and Global Networks (ed.) 2002. Oxford: Berg Press
- Bryceson, Deborah & Potts, Deborah Economias Urbanas Africanas: Viabilidade, Vitalidade ou Viciação? (ed.) 2006. Londres: Palgrave Macmillan
- Bryceson, Deborah, Okely, Judith & Webber, Jonathan Identity and Networks: Fashioning Gender and Ethnicity through Cultures (ed.) 2007. Oxford: Berghahn
- Bryceson, Deborah, Havnevik, Kjell, Birgegård, Lars-Erik, Matondi, Prosper, Beyene, Atakilte Agricultura Africana e o Banco Mundial: Desenvolvimento ou Pobreza? (ed.) 2007. Uppsala: Nordic Africa Institute ISBN 91-7106-608-4
- Bryceson, Deborah, Grieco, Margaret, Ndulo, Muna, Porter, Gina & McCray, Talia Africa, Transport and the Millenium Development Goals (ed.) 2009. Newcastle: Cambridge Scholars Publishing ISBN (13) 978-1-4438-1300-6
- Bryceson, Deborah et al. Como funciona a África: mudança ocupacional, identidade e moralidade (ed.) 2010. Londres: Practical Action Publishers ISBN 978-1-85339-691-5
- Bryceson, Deborah & MacKinnon, Danny Mining & Urbanization in Africa: Population, Settlement and Welfare Trajectories (ed.) 2012. Abingdon, Reino Unido: Routledge ISBN 978-0-41582625
- Bryceson, Deborah, Fisher, Eleanor, Jonsson, Jesper Bosse, Mwaipopo, Rosemarie Mining & Social Transformation in Africa: Mineralising and Democratizing Trends in Artisanal Production (ed.) 2014. Abingdon, Reino Unido: Routledge 978-0-415-83370-7
- Bryceson, Deborah Famílias transnacionais na migração global: Navegando no desenvolvimento econômico e nos ciclos de vida através de fronteiras borradas e frágeis (ed.) 2019. Edição especial do Journal of Ethnic and Migration Studies 45(16)